# Бой при Дварсфлее
Бой при Дварсфлее (англ. Battle of Dwarsvlei) произошел 11 июля 1900 года в районе севернее Крюгерсдорпа. Бурские коммандос под руководством генерала Сарела Остуйзена напали на английскую колонну генерала Смит-Дорриена и, проведя бой в течение дня, заставили её отступить.
11 июля 19-я бригада Смит-Дорриена, насчитывавшая 1300 человек, получила приказ двигаться из Крюгерсдорпа в Хекпорт, чтобы соединиться с Баден-Пауэллом в Олифантнеке, к югу от Рюстенбурга. Обоз из сорока фургонов также прикрывали конные йоменри и два орудия. Объединенные британские силы должны были отбросить на север любые бурские коммандо, оставшиеся в этом районе.
Однако наступление было остановлено в местечке Дварсфлей. Буры, в основном из Крюгерсдорпского коммандо, под командованием Сарела Остуйзена (известного также как Красный Бык Крюгерсдорпа), открыли по колонне огонь с высоты. Два орудия конной артиллерии, оставив пехоту позади, продвинулись между двумя холмами на открытую местность и открыли огонь по противоположным гребням. Так как орудия не были прикрыты пехотой, то буры подобрались к ним достаточно близко, на расстояние около 700 метров, и в течение получаса убили и ранили большинство артиллеристов. Неоднократные попытки добраться до орудий и вывезти их из-под обстрела, оказались безуспешными.
Перестрелка продолжались до конца дня, и весь транспорт и штаб попали под обстрел. В сумерках буры с криками «Вперед, люди, вперед!» попытались захватить орудия, но были отброшены со значительными потерями, включая их командира, Сарела Остуйзена. Наконец, под покровом ночи, лошади были запряжены и два полевых орудия были успешно вывезены англичанами. Обе стороны отошли с поля боя. Британцы вернулись в Крюгерсдорп.
Потери англичан в этом бою составили тридцать шесть человек, а результат был равен нулю.